# 1300
Năm 1300 (số La Mã: MCCC) là một năm nhuận bắt đầu từ ngày thứ sáu trong lịch Julius.

## Sự kiện
- 15 tháng 6 - Thành phố Bilbao được thành lập.

## Sinh
- Trần Minh Tông, vị vua thứ năm của nhà Trần.

## Mất
- Trần Hưng Đạo, danh tướng thời nhà Trần và cũng là danh tướng trong lịch sử Việt Nam.
- Tĩnh Quốc vương Trần Quốc Khang (sinh năm 1237) là hoàng tử nhà Trần trong lịch sử Việt Nam.